# Équiterre (association québécoise)
Pour les articles homonymes, voir Équiterre.
 (novembre 2014).
Équiterre est une organisation québécoise sans but lucratif ayant pour mission de contribuer à bâtir un mouvement de société en incitant citoyens, organisations et gouvernements à faire des choix écologiques, équitables et solidaires. Fondé en 1993 par Laure Waridel, Steven Guilbeault, Sidney Ribaux, François Meloche, Elizabeth Hunter et Patrick Henn, l’organisme compte en 2019 plus de 25 000 membres. Le bureau principal d’Équiterre est situé à la Maison du développement durable à Montréal. L’organisme a également un bureau à Québec.

## Historique
En 1992, à Rio de Janeiro, se tient le Sommet de la Terre. Laure Waridel, Steven Guilbeault, François Meloche, Elizabeth Hunter, Patrick Henn et Sidney Ribaux reviennent de Rio avec le projet de créer une organisation citoyenne capable de proposer des solutions concrètes pour faire du Québec une société où le développement durable et l’économie sociale sont au cœur des actions et des préoccupations. 
C'est ainsi que voit le jour en 1993 l’Action pour la solidarité, l’équité, l’environnement et le développement (ASEED). Il obtient le statut d’organisme à but non lucratif en 1995 et prend officiellement le nom d'Équiterre en 1998. Depuis, l'organisme entend développer des projets dans différents domaines : 
- solutions de remplacement aux pesticides de synthèse ;
- consommation responsable (commerce équitable) ;
- bâtiment écologique ;
- transport durable et lutte aux gaz à effet de serre ;
- agriculture durable (alimentation locale).

## Principales campagnes et actions

### Participation à l’annulation du projet Énergie-Est de TransCanada
Le 1er août 2013, l’entreprise TransCanada annonce le projet d'oléoduc Énergie Est, qui a pour objectif l'installation d'un pipeline de 4500 km pour assurer le transport, d’ouest en est, de plus de 850 000 barils de pétrole brut par jour. Équiterre s’oppose vivement, avec l’appui d’autres organismes environnementaux, à l’implantation de ce pipeline au Québec. Afin d’assurer l’annulation de ce projet, Équiterre est à l’origine de plusieurs campagnes, majoritairement à l’aide des médias sociaux, pour sensibiliser et mobiliser la population, mais aussi le Gouvernement du Québec. Dès l’annonce du projet, Équiterre place la communication au cœur de son projet d’annulation de l’oléoduc. 
Dès 2014, l’association appelle les citoyens à une grande marche citoyenne pour dénoncer le projet du port pétrolier de Cacouna. Ce projet de port pétrolier a pour objectif d'assurer le transport par bateau vers les marchés extérieurs du pétrole provenant de Bakken en Saskatchewan.  
En 2015, la pétition « Non aux sables bitumineux » est lancée. En pleine campagne électorale, la pétition signée par près de 90 000 personnes sera déposée aux cinq chefs des partis fédéraux, demandant ainsi le blocage du projet. Elle sera la plus grande pétition réalisée contre ce projet. 
Avec le mouvement " Coule pas chez nous ", Équiterre lance une campagne de mobilisation contre la création d’un port pétrolier à Cacouna. Selon l’organisme, ce projet menace l’écosystème du fleuve Saint-Laurent. Mais dans un premier temps le Gouvernement du Québec avait déjà autorisé et réalisé des forages dans ce secteur avec pour objectif la construction du port. Après des mois d'oppositions, TransCanada s'est finalement retirée, en annulant le projet au mois de novembre 2015.
Avec l’information diffusée sur les médias sociaux, l’association a réussi à mobiliser assez de citoyens pour remplir dix autobus pour participer à la manifestation « 100% possible » du 29 septembre 2015.
En janvier 2016, les premières conséquences positives de ces actions apparaissent. La Communauté métropolitaine de Montréal (CMM), qui représente 3,9 millions de personnes réparties dans 83 municipalités de la grande région de Montréal, s'oppose officiellement  aux projets de TransCanada.
En juin 2017, c'est au tour de la Fédération québécoise des municipalités d'appuyer Équiterre et de s'opposer fortement au projet. 
Par le biais de différentes actions communicationnelles, ayant principalement lieu sur les réseaux sociaux, Équiterre est en mesure, petit à petit, d’agrandir le mouvement en opposition à la création du projet de TransCanada. Seule au départ, l’association récolte des appuis de différentes institutions politiques comme celle du Gouvernement du Québec, mais aussi d’autres groupes de pression plus importants, tels que Greenpeace. 
Il faudra en revanche attendre la fin de l’année 2017, pour que TransCanana annonce l’annulation du projet Énergie Est. Après 4 ans de combat, Équiterre sort victorieuse. L’association ayant cherché par tous les moyens possible de se faire voir et entendre, a finalement, grâce à sa visibilité sur les médias sociaux, et les médias de masse, réussi à faire pression sur les politiques, et ainsi avoir un réel poids dans les négociations liées au projet. 
En cherchant à impliquer des personnalités politiques dans le débat, Équiterre a réussi à être le groupe de pression le plus impliqué et le plus performant. Le Parti québécois, par exemple, opposition officielle au Gouvernement du Québec durant toute la lutte contre le projet, s'est largement affirmé en défaveur de sa mise en place. En travaillant ensemble, Équiterre et le Parti québécois ont pu faire avancer les choses sur la scène publique, et sur la scène politique. 

### Les 23 propositions environnementales (élections provinciales du Québec de 2018)
Lors des élections provinciales du Québec de 2018, un collectif de onze groupes environnementaux et citoyens, dont Équiterre, ont présenté 23 demandes environnementales, portant sur le climat, le transport, l’aménagement, l’agriculture, la biodiversité et la forêt, jugées essentielles pour le Québec. « Ces propositions ont été transmises aux formations politiques par le collectif en avril dernier, pour connaître leurs engagements sur le sujet. Ces dernières devaient indiquer si elles s’engageaient par « Oui », « Non » ou « En partie », à inclure ces propositions environnementales à leur plateforme électorale. »
En s’associant à d’autres groupes et en communiquant directement avec les formations politiques actuelles, Équiterre a su organiser un dialogues les politiques, mais également contribuer à de réels changements. Ceci a en effet permis de placer l’écologie au cœur de certains programmes, par exemple <Québec Solidaire> a fait du réchauffement climatique sa principale bataille. Pour d’autres partis, l’environnement n’était pas le sujet principalement évoqué lors de cette campagne, mais ces 23 propositions environnementales ont relancé un débat essentiel sur la scène politique.
En revanche, à la suite de la communication des réponses des différents partis en course pour les élections du 1er octobre, l’association a reçu une lettre du Directeur général des élections du Québec, affirmant que les réponses données sur les positions environnementales des principales formations politiques et compilées dans un tableau comparatif devaient être retirées. Accusée de faire de la presse partisane, Équiterre affirmera par la suite ne s’affilier à aucun parti, et simplement vouloir atteindre un plus grand auditoire sur des questions environnementales. 

### Réseau des fermiers de famille
En 1996, Équiterre crée le Réseau des fermiers de familles sur les principes de l'agriculture soutenue par la communauté, c'est-à-dire sans intermédiaire entre le producteur et le consommateur. Le Réseau regroupe des fermes de petite taille qui offrent pour la plupart des paniers de fruits et de légumes biologiques directement aux consommateurs. En 2019, le Réseau compte 20 000 abonnés aux paniers bio dans 15 régions du Québec. 
Depuis janvier 2020, le Réseau des fermiers de familles est géré par la Coopérative pour l’agriculture de proximité écologique (CAPÉ). Deux raisons expliquent ce changement de mains : la volonté par Équiterre de donner plus d'autonomie aux fermiers et la recommandation du gouvernement fédéral à Équiterre de se départir de la gestion directe du réseau pour conserver le statut d'organisme de bienfaisance.

## Mission
« Équiterre s’est donné pour mission de contribuer à bâtir un mouvement de société en incitant citoyens, organisations et gouvernements à faire des choix écologiques, équitables et solidaires. Par son action, Équiterre veut porter l’attention sur les aspects fondamentaux de la vie. Manger, se transporter, habiter, jardiner et consommer : des besoins vitaux, mais aussi des moyens à la portée de chacun pour agir de façon responsable et changer le monde un geste à la fois. »https://lamdd.org/membres/equiterre

## Structure organisationnelle
Équiterre est dirigé par un conseil d’administration composé de onze personnes élues par les membres lors de l’Assemblée générale annuelle, pour un mandat de deux ans renouvelable. 